# Мери Цетинић
Мери Цетинић (Сплит, 15. јун 1953) југословенска и хрватска је певачица забавне музике.

## Музичка каријера
У 14. години, победила је са песмом Warm and tender love Персија Слеџа на Распјеваном прољећу у Сплиту. Са 15 година постаје чланом групе CHE и то као свирач на оргуљама. Свирала је тада прве Хамонд оргуље.
Када је имала 17. година приступила је групи Делфини као вокални солиста, са којом је била на својој првој турнеји, по Совјетском Савезу. Певала је репертоар Џенис Џоплин, Дип перпл, Лед зепелин и сличних група и певача. Након сарадње са Делфинима, уписује Педагошку академију и ради на усавршавању гласа.
Године 1972. са Слободаном М. Ковачевићем, оснива групу Море, у којој свира клавир, пева, те је уз С. М. Ковачевића и композитор и аранжер групе. Након неколико година рада са групом Море и неколико великих хитова са песмама: Море, Ти си мој сан, Гдје год да пођеш, Симпатија и другим песмама, напушта групу и започиње успешну музичку солиситичку каријеру.

## Дискографија
- Мери (1979)
- Ја сам жена (1980)
- У пролазу (1981)
- Ас (1982)
- Прашина са пута (1983)
- Мери VI (1985)
- Потражи ме у предграђу (1988)
- Златни снови (1989)
- Зашто те волим (1993)
- Путовања (1998)
- Мало мора на мом длану (2001), уживо из сплитског ХНК, уз госте и пријатеље (Оливер Драгојевић, Зорица Конџа, Теди Спалато, клапа Кумпањи). Награда Порин за најбољи албум забавне музике 2002. године.
- Тирамола, џез албум са групом Black Coffee 2006
- Вирно срце 2009

## Фестивали
Ваш шлагер сезоне, Сарајево:
- Како звони твоје име, '81
- Задњи плес, '87
- Ако је живот пјесма, '88

Опатија:
- Ово вријеме (као вокал групе Море), '75
- Илузија, '82
- Писма из хотела, друга награда стручног жирија, '85

Београдско пролеће:
- Вјеруј сад, '77

Сплит:
- Ја ћу плакати сама (као вокал групе Море), '74
- Гдје год да пођеш (као вокал групе Море), трећа награда публике, прва награда стручног жирија и награда за најбољу интерпретацију, '75
- Пјесма мору, '76
- Стари љубавници, награда за најбољи текст, '77
- Само симпатија (као вокал групе Море), '78
- Чет'ри стађуна (Вече далматинских шансона) прва награда стручног жирија, награда за интерпретацију, '79
- Ластавица, трећа награда публике, '80
- Ти си моја судбина, '81
- У пролазу (Вече далматинске шансоне), трећа награда публике, '81
- Нико неће у морнаре, '82
- Живјела љубав, '83
- Живот злата вриједи, '85
- Слобода (Вече Устанак и море), '85
- Коноба (дует са Тедијем Спалатом), '86
- Једина земљо, о мати моја (Вече Устанак и море), прва награда, '86
- Невиста (Ауторко вече Зденка Руњића), '86
- Остављаш ме саму, '87
- Јубав си моја заувик, '88
- Проплакала шкрта земља (Вече Устанак и море), '88
- Марјане, наш Марјане (Вече Устанак и море, са Оливером Драгојевићем, Марушком Шинковић и Тонијем Кљаковићем), победничка песма, '88
- Веслај, веслај (дует са Оливером Драгојевићем) / Враћам се (Вече сплитских бисера), награда за интерпретацију
- Марјане, наш Марјане (Вече Устанак и море са Оливером Драгојевићем, Марушком Калогјером и Тонијем Кљаковићем), '89
- Доме мој, трећа награда публике, '89
- Твоје море мајко земљо (Вече Устанак и море), '89
- Чет'ри стађуна (Вече сплитских бисера), '89
- Перло моја, друга награда стручног жирија, '90
- Ластавица (Вече сплитских бисера), '90
- Други витри сада пушу, '91
- Ти си моја рођена (Вече Липа наша), '91
- Љубав, '92
- Земља диде мог (Мелодије хрватског Јадрана), прва награда стручног жирија,'93
- Ди нима свађе, нима ни љубави (Мелодије хрватског Јадрана, са Тедијем Спалатом), '93
- Мама, мама (Мелодије хрватског Јадрана), друга награда стручног жирија, '94
- Гарделине мој (Мелодије хрватског Јадрана), друга награда стручног жирија, '95
- Горко вино (Мелодије хрватског Јадрана), '96
- Дишпет (Мелодије хрватског Јадрана), трећа награда стручног жирија, '97
- Жељо, туго (Мелодије хрватског Јадрана), '98
- Вољела сам те (Мелодије хрватског Јадрана), друга награда стручног жирија, 2001
- Сјена твога тила (са групом Black Coffe), 2005
- Коноба (Вече ретроспективе, 50 година Сплитског фестивала, са Тедијем Спалатом), 2010
- Умрит за љубав (са Сашом Јакелићем), 2011
- У пролазу (Вече сплитског ноктурна Јакше Фјаменга, дует са Маријаном Баном), 2015

Загреб:
- Раскршће свих путева (као вокал групе Море), '74
- Дијете (Вече шансона), '79
- Ја нисам била с њим, '83
- Пелуд и свила, '86
- Не зови ме у прољеће, '99

Хит парада, Београд:
- Моја звијезда, '76

МЕСАМ:
- Балада, '85

Фестивал ЈНА:
- Иване, Горане, '78

Југословенски избор за Евросонг:
- Само љубав (са групом Фамилија), Београд '87
- Не судите ми ноћас, девето место, Љубљана '88

Карневал фест, Цавтат:
- Љубав у Дубровнику, '87

Макфест, Штип:
- Лажи ме (са групом Македонија), друга награда, '87

Златна палма, Дубровник:
- Љубав, '89

Цавтат фест:
- Ево цвате ружмарин, '90

Мелодије Мостара, Мостар:
- Кише мостарске, '95
- Моје је срце од стакла, '96

Задар:
- Без твоје љубави,'96

Далматинска шансона, Шибеник:
- Путовања, 98
- Јубав си моја заувик (Вече старих песама), '98
- Земљо диде мог (Вече старих песама са клапом Море), '99
- Грижа, награда за најбољу интерпретацију, 2000
- Море, море (Вече старих песама), 2000
- Ти ме чуваш (са Елијем Жувелом), 2001
- Ријека без повратка, 2003
- Крух и сол, трећа награда стручног жирија, 2004
- Потражи ме у предграђу (Вече старих песама), 2004
- У самоћи пролази ми вриме, трећа награда стручног жирија, 2005
- Ријека без повратка (Вече старих песама), 2007
- Мирисна постеја, 2008
- Ако требаш јесен (дует са ћерком Иваном Бурић), награда за најбољи аранжман, 2012
- Крух и сол (Вече ретроспективе Далматинске шансоне 1998. - 2011.), 2012
- Нисан те припознала, награда за најбоље кантауторско дело, 2014
- Ми обоје требамо љубав, 2017
- Нисам те припознала (Вече најбољих песама далматинске шансоне 1998. - 2016.), 2017

Етнофест, Неум:
- Да ми је знати, '99
- Јави ми се душо, 2000

Бродфест:
- Дајем ти море, 2003

Марко Поло фест, Корчула:
- Далеко, далеко, друга награда стручног жирија, 2004

Фестивал шаљивих шансона, Брач:
- На мојему шкоју, друга награда стручног жирија, 2006

Руњићеве вечери, Сплит:
- Чет'ри стађуна, 2001
- Најлипше те јуби они ко те губи, 2012
- Гондољер, 2014

Пјесма Медитерана, Будва.
- Наша љубав, 2008

Мелодије хрватског југа, Опузен:
- Облаци, 2014